# Rotflossen-Glassalmler
Der Rotflossen-Glassalmler (Prionobrama filigera), auch Rotschwanz-Glassalmler und kurz Glassalmler genannt, ist ein Süßwasserfisch, der im Amazonasbecken weit verbreitet vorkommt und dort relativ häufig ist. Der Gattungsname Prionobrama setzt sich aus griechisch prionae „Säge“ und französisch  brème „Brachse“ (Abramis brama) zusammen und wird übersetzt als Sägebrachsen. Das Art-Epitheton filigera wurde wegen der ersten zwei verlängerten Flossenstrahlen der Afterflosse vergeben (lateinisch filum „Faden“, und gerus „Träger“).

## Merkmale
Der Rotflossen-Glassalmler wird 6 cm lang und hat einen langgestreckten, seitlich stark abgeflachten Körper. Das Maul ist oberständig. Die Fische sind fast vollständig transparent. Der letzte Abschnitt des Schwanzstiels und die Schwanzflossenbasis sind blutrot. Der erste Flossenstrahl der Afterflosse ist weiß oder cremefarben. Alle übrigen Flossen und Flossenteile sind durchsichtig. Weibchen sind größer und kräftiger. Bei ihnen sind die ersten Afterflossenstrahlen stärker verlängert. Bei den Männchen folgt auf den weißen Afterflossenstrahlen manchmal ein schwarzer Strich.
- Flossenformel: Dorsale 2/8, Anale 3/32/1, Pectorale 1/12, Ventrale 1/7.
- Schuppenformel: mLR 39+4, QR 12, SL 10.

## Fortpflanzung
Wie die meisten Salmler ist der Rotflossen-Glassalmler ein Freilaicher, der meist in den Vormittagsstunden knapp unterhalb der Wasseroberfläche zwischen dichten Pflanzenbeständen ablaicht. In einem Laichakt werden etwa 200 bis 350 Eier abgegeben, die einen Durchmesser von 1 mm haben. Die Larven schlüpfen je nach Wassertemperatur nach 14 bis 15 Stunden und schwimmen nach etwa drei Tagen frei. Die Jungfische werden mit einem Alter von einem halben Jahr geschlechtsreif.